# 欧坦维尔
欧坦维尔（法語：Autainville，法語發音：[otɛ̃vil]）是法国卢瓦-谢尔省的一个市镇，属于布卢瓦区。

## 地理
欧坦维尔（47°52'52"N, 1°24'56"E）面积25.01 平方千米，位于法国中央-卢瓦尔河谷大区卢瓦-谢尔省，该省份为法国中北部省份，北起厄尔-卢瓦省，东北接卢瓦雷省，东南接谢尔省，南至安德尔省，西南接安德尔-卢瓦尔省，西北接萨尔特省。
与欧坦维尔接壤的市镇（或旧市镇、城区）包括：比纳、马舍努瓦尔、圣洛朗德布瓦、博斯地区圣莱奥纳尔、博斯拉罗迈讷。

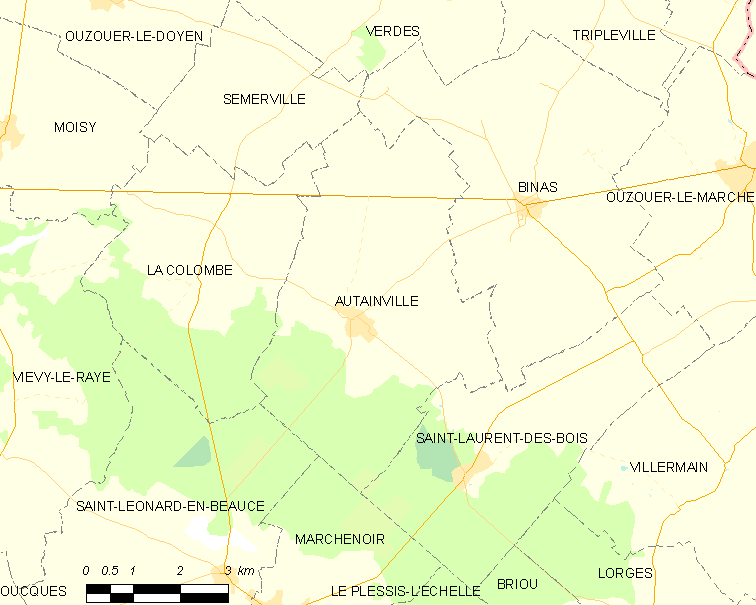
欧坦维尔的OSM定位图

欧坦维尔的时区为UTC+01:00、UTC+02:00（夏令时）。

## 行政
欧坦维尔的邮政编码为41240，INSEE市镇编码为41006。

## 政治
欧坦维尔所属的省级选区为拉博斯县。

## 人口

1962-2008年间欧坦维尔人口变化图示

欧坦维尔于2022年1月1日时的人口数量为429人。